# فراس الخصيبي
فراس الخصيبي (مواليد 28 يناير 1996, لاعب كرة قدم إماراتي يجيد اللعب في الدفاع في نادي دبا الحصن معار من نادي خورفكان.

## مسيرة اللاعب
لعب مع نادي العين ونادي حتا ونادي الإمارات ونادي خورفكان ونادي دبا الحصن.